# Primærrute 57
Primærrute 57 er en Primærrute mellem Holbæk og Sorø på Sjælland.
Primærrute 57 passerer gennem Kvanløse, forbi Brorfelde-observatoriet, gennem Ugerløse og umiddelbart øst om Stenlille.
Rute 57 har en længde på ca. 32 km.